# GoTo (telescop)

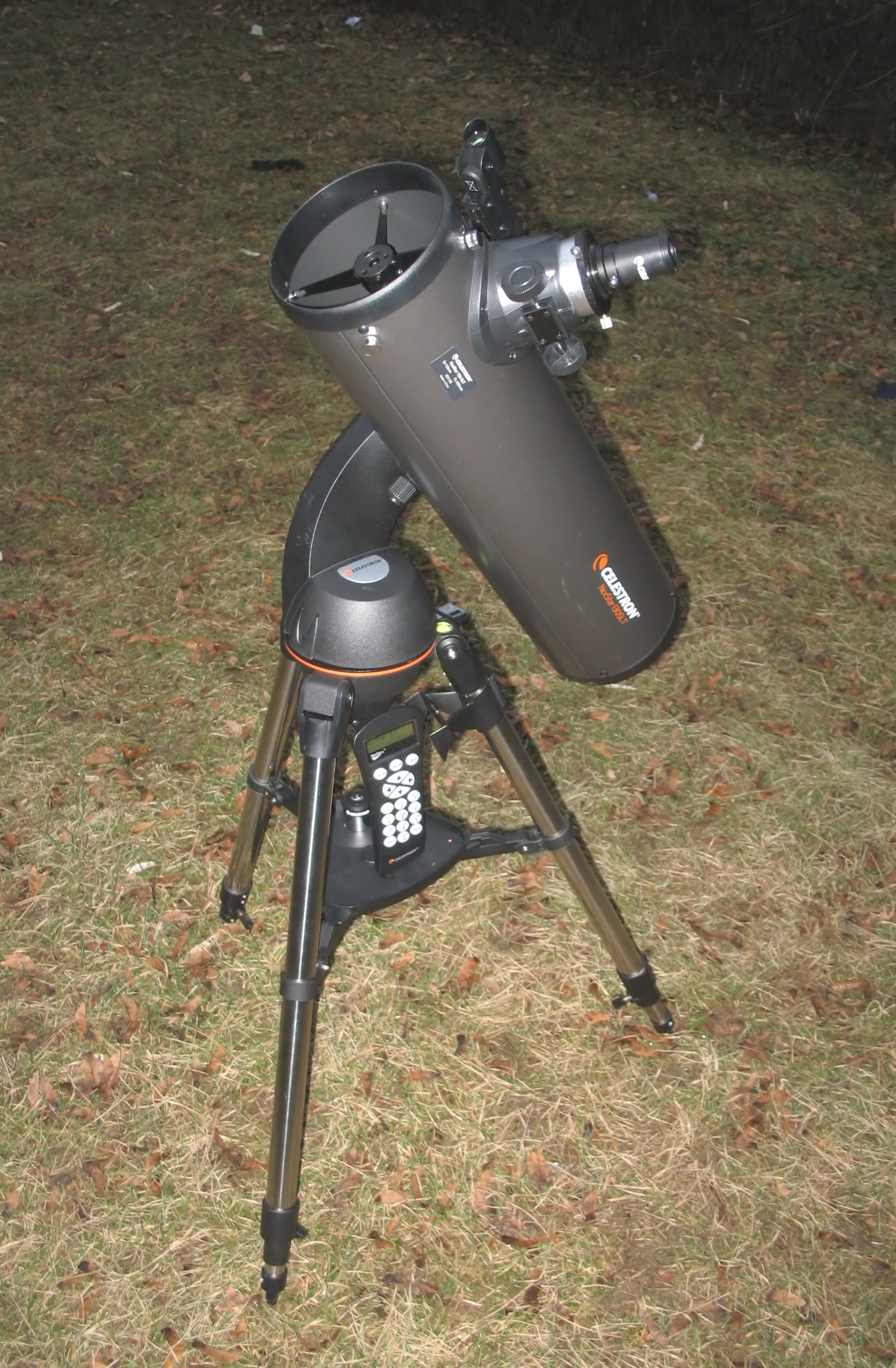
Un telescop pe o montură GoTo.

GoTo sau Goto este un sistem utilizat în astronomia de amatori pentru a îndrepta, spre obiectul dorit să fie observat, în mod automat, instrumentele de observare. O listă de obiecte astronomice este integrată unui soft care pilotează instrumentul. 
Sistemul conduce motorașele monturilor ecuatoriale și azimutale permițând țintirea obiectului astronomic dorit.